# Daidaon (köpinghuvudort i Kina, Zhejiang Sheng, lat 30,30, long 122,20)
Daidaon (kinesiska: 岱东) är en köpinghuvudort i Kina. Den ligger i provinsen Zhejiang, i den östra delen av landet, omkring 190 kilometer öster om provinshuvudstaden Hangzhou. Antalet invånare är 8 468. Befolkningen består av 4 247 kvinnor och 4 221 män. Barn under 15 år utgör 5,0 %, vuxna 15-64 år 73 %, och äldre över 65 år 20,0 %.
Närmaste större samhälle är Daishan, 5,5 km söder om Daidaon. 
Genomsnittlig årsnederbörd är 1 673 millimeter. Den regnigaste månaden är juni, med i genomsnitt 332 mm nederbörd, och den torraste är januari, med 48 mm nederbörd.